# Hiệp sĩ Ba Trái Táo
Hiệp sĩ Ba Trái Táo (tiếng Pháp: Les mille et une prouesses de Pépin Troispommes / Ngàn lẻ một khổ hình của Pépin Ba Trái Táo, tiếng Anh: Pip the Appleseed Knight / Pip - Hiệp sĩ Hạt Táo) là một phim hoạt hình Pháp, trình chiếu lần đầu năm 1999.

## Nội dung
Vương tử Pépin phạm tội và phải chịu án lưu đày trong thời hạn mười năm. Chàng dấn thân thành một hiệp sĩ ngao du khắp nơi, đồng hành với chàng có gã bếp Grosbec và chú hề Picanier.

### Mùa 1
1. La Cage, l'oiseau et la princesse
2. La Fête au château
3. Le Gouffre sans retour
4. Fomora l'épouvantable
5. Les Démons du dragon
6. La Grande Peur
7. Le Cercle des sorciers
8. Le Château oublié
9. Joyeux anniversaire!
10. Le Chevalier noir
11. Emer, la fille aux cheveux rouges
12. L'enfantelet perdu
13. Le Voleur de courage
14. Le Partage des eaux
15. Meb, monarque à tête de chien
16. Chevalier d'un jour
17. Le Voyage extraordinaire
18. Le Festin fabuleux
19. L'Anneau magique
20. Le Cerf aux bois d'argent
21. Étrange étranger
22. Le Royaume sans roi
23. Mordicus et Galimatias la baillent belle!
24. Trois fantômes et un revenant
25. Chaton et dragon
26. La Pêche à la grenouille

### Mùa 2
1. Le Verger merveilleux
2. La Trahison d'Amandine
3. La Fée Viviane
4. L'Eau claire de la fontaine
5. La Clairière aux sortilèges
6. Le Palais sous les flots
7. Roland, l'homme volant
8. La Poudre de Merlin-Pinpin
9. Haut comme trois puces
10. Trente-six chandelles
11. La Harpe de cristal
12. Tel fils, tel père
13. C'est pas sorcier!
14. Amandine et le petit peuple
15. Le Passage
16. Le Gardien des arbres
17. Mordicus prend de la hauteur
18. La Jeune Fille triste
19. Retour à l'envoyeur
20. La Dispute
21. L'île maudite
22. Funeste rencontre
23. Drôle de temps!
24. Folle magnesi
25. La Source aux miracles
26. Le Château des merveilles

## Sản xuất

### Lồng tiếng
- Stéphane Marais... Pépin Ba Trái Táo
- Natacha Muller... Amandine
- Jean-Claude Donda... Vương tử Không Biết Cười
- Pierre Laurent... Quốc vương
- Danièle Hazan... Vương hậu
- Alexandre Gillet... Picanier
- Mark Lesser... Grosbec

### Hậu kỳ
- Đơn vị: Les Cartooneurs Associés, France 3, Canal J, Europe Images International
- Đạo diễn: Jacky Bretaudeau, Luc Vinciguerra
- Biên kịch: Denis Olivieri, Claude Prothée
- Scénaristes: Claude Prothée
- Âm nhạc: Gérald Roberts